# Tiberio
Tiberio Julio César Augusto (en latín: Tiberius Iulius Caesar Augustus; Roma, 16 de noviembre de 42 a. C.-Miseno, 16 de marzo de 37 d. C.) fue el segundo emperador romano, gobernando desde el 17 de septiembre del año 14 hasta su muerte.
Era hijo de Tiberio Claudio Nerón y Livia Drusila, miembro por tanto de la gens Claudia. Su familia emparentó con Cayo César Octavio Augusto (39 a. C.), futuro primer emperador de Roma, cuando su madre se divorció de su padre y contrajo matrimonio con este. Su madre sería la primera emperatriz de Roma. Años más tarde, Tiberio se casó con la hija de Augusto, Julia la Mayor. Fue adoptado formalmente por Augusto el 26 de junio del año 4, entrando a formar parte de la gens Julia. Tras la adopción, se le concedieron poderes tribunicios por diez años.
Como tribuno, reorganizó de nuevo el ejército, reformando la ley militar y creando nuevas legiones. El tiempo en filas ascendió a veinte años, excepto para los pretorianos o guardia imperial, fijado en 16 años. Tras cumplir el tiempo de servicio, los soldados recibían una paga cuyo importe provenía de un impuesto del 5 % sobre las herencias. Posteriormente Tiberio se enemistó con el emperador Augusto, y se vio obligado a exiliarse en Rodas. Sin embargo, tras la muerte de los nietos mayores de Augusto y previsibles herederos del Imperio, Cayo César y Lucio Julio César, unidos al destierro por traición de su nieto menor, Agripa Póstumo, fue llamado por el emperador y nombrado sucesor. En el año 13 los poderes de Augusto y de Tiberio fueron prorrogados por diez años. Sin embargo, Augusto murió poco después (19 de agosto de 14), dejando a Tiberio como único heredero. Tras su entronización, todos los poderes fueron transferidos a Tiberio sin ningún plazo.
Tiberio fue en su juventud uno de los más grandes generales de Roma. En sus campañas en Panonia, Ilírico, Recia y Germania, sentó las bases de lo que posteriormente se convertiría en la frontera norte del Imperio. Sin embargo, se le llegó a recordar luego como un oscuro, recluido y sombrío gobernante, que realmente nunca quiso ser emperador; Plinio el Viejo lo llamó tristissimus hominum («el más triste de los hombres»). Tras la muerte en el año 23 de su querido hijo y sucesor, Druso el Joven, la calidad de su gobierno declinó y su reinado terminó en terror. En el 26 Tiberio se autoexilió de Roma y dejó la administración en manos de sus dos prefectos pretorianos Sejano y Quinto Nevio Cordo Sutorio Macrón. En el 35, apuntó a Calígula y Tiberio Gemelo como sus sucesores.

## Juventud

### Orígenes
Tiberio nació en Roma el 16 de noviembre de 42 a. C. del padre del mismo nombre Tiberio Claudio Nerón, cesariano, pretor durante ese mismo año, y de Livia Drusilla, unos treinta años más joven que su esposo. Tanto la rama paterna como la rama materna pertenecían a la gens Claudia, una antigua familia patricia que vino a Roma desde la Sabinia en los primeros años de la república y se distinguió a lo largo de los siglos por el logro de numerosos honores y altos magistrados. Desde el principio, la gens Claudia se dividió en numerosas familias, entre las cuales se distinguió la que asumió el cognomen Nero (Nero, que en la lengua sabina significa "fuerte y valiente"), a la que pertenecía Tiberio.

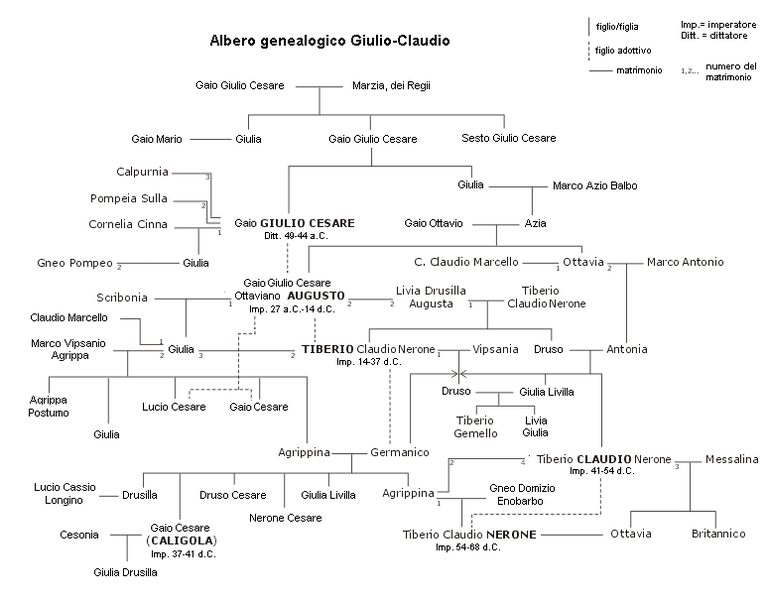
Árbol genealógico de la Dinastía Julio-Claudia.

Por lo tanto, era miembro de un linaje que había dado a luz a personalidades destacadas, como Apio Claudio el Ciego, y que figura entre los más grandes defensores de la superioridad del patriciado. Su padre había estado entre los más fervientes partidarios de Cayo Julio César y, después de su muerte, se puso del lado de Marco Antonio, el lugarteniente de César en la Galia, entrando en conflicto con Octavio, heredero designado por el mismo César.
Después de la constitución del Segundo triunvirato entre Octaviano, Antonio y Lépido y las consiguientes proscripciones, los contrastes entre los partidarios de Octaviano y los de Antonio se concretaron en una situación de conflicto, pero el padre de Tiberio continuó apoyando al ex lugarteniente de César. Al estallar la Guerra de Perusia, despertado por el cónsul Lucio Antonio y Fulvia, esposa de Marco Antonio, el padre de Tiberio se unió a los Antonianos, fomentando el descontento que estaba surgiendo en muchas regiones de Italia. Después de la victoria de Octavio, que logró derrotar a Fulvia, se atrincheró en Perugia y para restaurar su control sobre el conjunto de la península itálica, se vio obligado a huir, llevándose consigo a su esposa e hijo. La familia se refugió en Nápoles y luego se fue a Sicilia, controlada por Sexto Pompeyo. Los tres se vieron obligados a llegar a Acaya, donde se reunían las tropas de Antonio que habían abandonado Italia.
El pequeño Tiberio, obligado a participar en la fuga y sufrir las inseguridades del viaje, tuvo una infancia incómoda y agitada, hasta que los acuerdos de Brindisi, que restablecieron una paz precaria, permitieron el regreso de los antonianos a Italia.
En 39 a. C., Octavio decidió divorciarse de su esposa Escribonia, de quien tenía a su hija Julia, para casarse con la madre del pequeño Tiberio, Livia Drusilla, de la que estaba realmente enamorado. Sin embargo, la boda tuvo un importante significado político: Octavio esperaba poder acercarse a la facción de los Antonianos, mientras que el anciano padre de Tiberio pretendía, al conceder a su esposa a Octavio, distanciar cada vez más a su rival de Sexto Pompeyo, que era el tío de Escribonia.
El triunviro solicitó permiso del Colegio de pontífices para la boda, ya que Livia ya tenía un hijo y esperaba un segundo. Los sacerdotes consintieron el matrimonio entre los dos, colocando como única cláusula la paternidad del feto. Por lo tanto, el 17 de enero de 38 a. C., Octavio se casó con Livia, quien después de tres meses dio a luz a un hijo a quien se le impuso el nombre de Druso. La cuestión de la paternidad, en realidad, seguía siendo incierta: algunos afirmaron que Druso nació de una relación adúltera entre Livia y Octavio, mientras que otros elogiaron el hecho de que el recién nacido se había generado en los noventa días transcurridos entre el matrimonio y su matrimonio. Más tarde, fue posible determinar cómo se debía la paternidad de Druso al padre de Tiberio, ya que Livia y Octaviano aún no se habían reunido cuando el niño fue concebido.

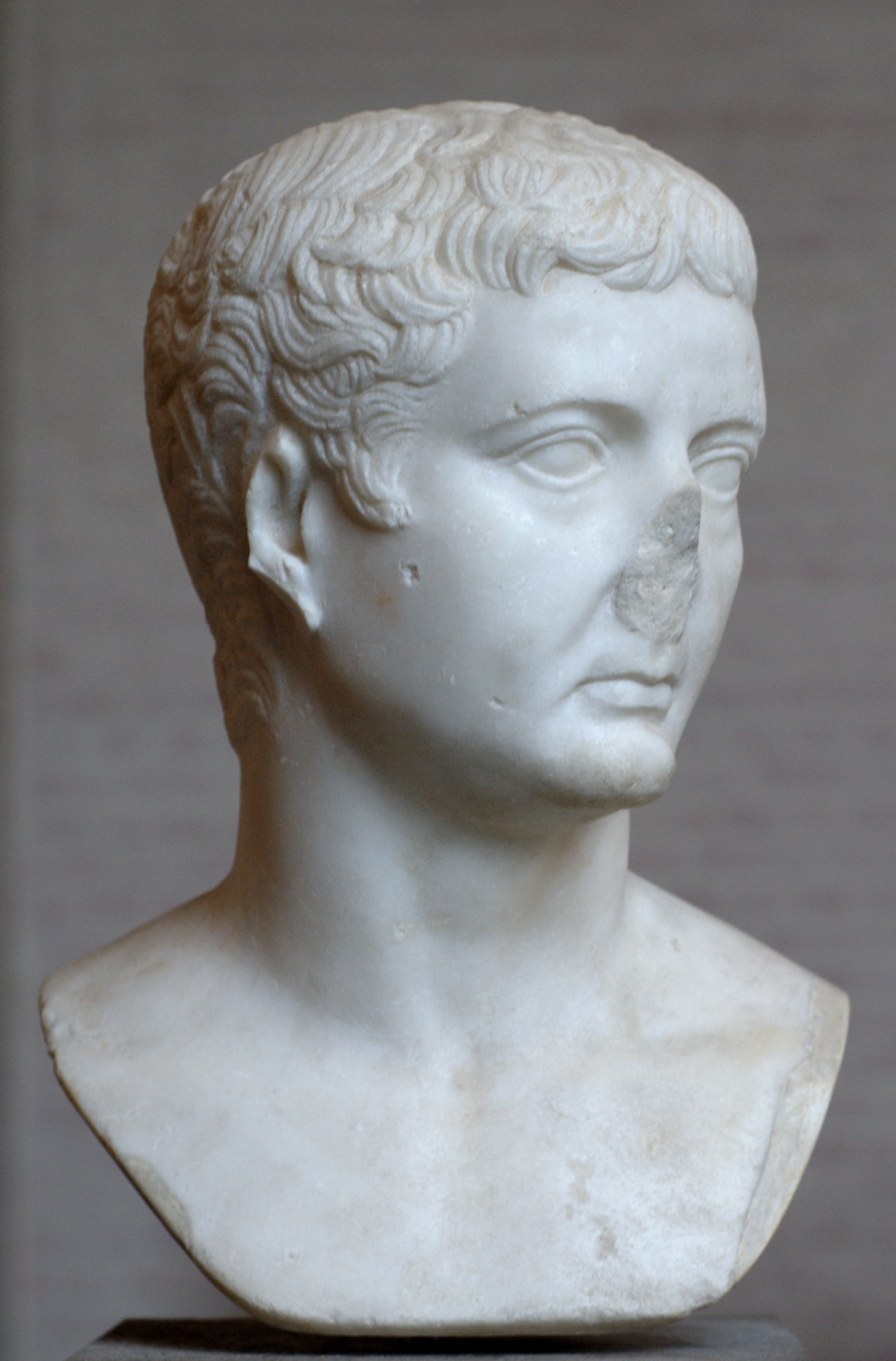
Busto de Tiberio conservado en la Gliptoteca de Múnich.

Mientras Druso era criado por su madre en la casa de Octavio, Tiberio permaneció con su anciano padre hasta la edad de nueve años: en 33 a. C., este último murió y fue el hijo muy joven el que pronunció el laudatio funebris desde las Rostra del Foro. Tiberio se mudó inmediatamente a la casa de Octavio junto con su madre y su hermano, justo cuando las tensiones entre Octavio y Antonio dieron lugar a un nuevo conflicto, que terminó en 31 a. C. con la batalla decisiva de Actium. En 29 a. C., durante la ceremonia del triunfo de Octavio después de la victoria final sobre Antonio en Accio, fue Tiberio quien precedió al carro del vencedor, liderando el caballo interno de la izquierda, mientras que Marcelo, el sobrino de Octavio, montó el externo a la derecha, encontrándose así en honor. Más tarde también dirigió juegos urbanos y participó en los troyanos, que se celebraron en el circo, como jefe del equipo de niños mayores.
A la edad de quince años, estaba vestido con una toga viril, iniciándose así en la vida civil: se distinguió como defensor y acusador en numerosos juicios y se dedicó simultáneamente a aprender arte militar, destacándose en particular por sus habilidades para montar. También se dedicó, con gran interés, a los estudios de oratoria latina, retórica griega y derecho; frecuentaba los círculos culturales vinculados a Augusto, donde hablaba tanto en griego como en latín: por lo tanto, conoció a Cayo Mecenas y los artistas que financió, como Quinto Horacio Flacco, Publio Virgilio Marón y Sexto Propercio. Se dedicó con igual pasión a la composición de textos poéticos, imitando al poeta griego Euforión de Calcis, sobre temas mitológicos, en un estilo tortuoso y arcaizante, con un gran uso de palabras raras y obsoletas.

### Carrera civil y militar (25-6 a.C.)
Si Tiberio le debió gran parte de su ascenso político a su madre Livia Drusilla, la tercera esposa de Augusto, sus habilidades militares como comandante y estratega siguen siendo incuestionables: permaneció invicto durante todas sus largas y frecuentes campañas, tanto que en el transcurso de los años, fue uno de los mejores lugartenientes de su padrastro.

#### Tareas en Hispania y en Oriente (25-16a.C.)
Dada la falta de verdaderas escuelas militares que les permitieran adquirir experiencia, en 25 a. C., Augusto decidió enviar a Hispania a Tiberio y Marcelo, de dieciséis años, como tribunos militares. Allí, los dos jóvenes, a quienes Augusto veía como sus posibles sucesores, participaron en las fases iniciales de las Guerras cántabras, iniciadas por el propio Augusto en el año anterior y terminadas, en 19 a. C., por el general Marco Vipsanio Agripa.
Un año después, en el año 24 a. C., a la edad de dieciocho o diecinueve años, Tiberio fue nombrado Cuestor de la Annona, cinco años antes que lo estipulado por el tradicional cursus honorum de los magistrados. Era una tarea particularmente delicada, que consistía principalmente en garantizar el suministro de trigo para toda la ciudad de Roma, que en ese momento tenía más de un millón de habitantes, doscientos mil de los cuales solo podían sobrevivir gracias a la distribución gratuita de trigo por parte del estado; además en ese periodo la Urbe también tuvo que pasar por un período de hambruna debido a una inundación en el Tíber que había destruido la mayoría de los cultivos en el campo del Lacio, impidiendo que incluso los barcos con suministros en tierra llegaran a Roma con sus productos alimenticios.
Tiberio hizo frente a la situación enérgicamente: compró por su cuenta el grano que los especuladores almacenaban en sus depósitos y lo distribuyó de forma gratuita, para ser considerado como un benefactor de Roma. Por lo tanto, se le acusó de realizar inspecciones en las ergastulas, prisiones subterráneas en las que estaban encerrados esclavos, viajeros y quienes buscaban refugio para evitar el servicio militar. Esta vez, esta fue una tarea no particularmente prestigiosa, pero igualmente delicada, ya que los dueños de la ergástula se habían vuelto odiosos a toda la población de Italia, creando así una situación de tensión.
En el invierno de 21-20 a. C., Augusto ordenó a Tiberio conducir un ejército legionario, reclutado en Macedonia e Iliria, hacia el este, hacia Armenia. Esta era una región de importancia fundamental para el equilibrio político de toda el área oriental: desempeñaba un papel de amortiguador entre el imperio romano al oeste y el de Partia al este, y ambos querían que fuera suyo. Había sido un Estado vasallo, que garantizaba la protección de las fronteras de los enemigos. Pero después de la derrota de Marco Antonio y la caída del sistema que había impuesto en el este, Armenia había regresado bajo la influencia de los partos, que favorecieron el ascenso al trono de Artaxias II. Por lo tanto, Augusto ordenó a Tiberio que expulsara a Artaxias, de quien los armenios filorromanos exigían la deposición, y que impusiera en su trono a su hermano menor Tigranes, de tendencias pro-romanas.
Los partos, asustados por el avance de las legiones romanas hicieron concesiones y firmaron una paz con el mismo Augusto –que mientras tanto había alcanzado a Samo en el este–, devolviendo la insignia y los prisioneros que habían tomado después de la victoria sobre Marco Licinio Craso en la Batalla de Carras del 53 a. C. De este modo, la situación armenia se resolvió incluso antes de la llegada de Tiberio y su ejército gracias al tratado de paz entre Augusto y el soberano parto Fraates IV: el partido pro-romano pudo tomar el control y algunos agentes enviados por Augusto eliminaron a Artaxias. Por lo tanto, a su llegada, Tiberio no tuvo más tarea que coronar a Tigranes, quien tomó el nombre de Tigranes III, como un rey cliente, en una ceremonia pacífica y solemne celebrada ante los ojos de las legiones romanas.
A su regreso a Roma, el joven general fue celebrado con grandes fiestas y con la construcción de monumentos en su honor, mientras Ovidio, Horacio y Propercio escribieron composiciones en verso para celebrar su hazaña. Sin embargo, el mérito de la victoria correspondió a Augusto, como comandante en jefe del ejército: de hecho fue proclamado imperator por novena vez, pudo anunciar en el Senado el vasallaje de Armenia sin decretar la anexión y finalmente escribió en su Res gestae Divi Augusti: "Aunque pude convertir la Gran Armenia en una provincia después del asesinato de su rey Artaxias, preferí, siguiendo el ejemplo de nuestros antepasados, confiar ese reino a Tigranes, hijo del rey Artavasides y sobrino del rey Tigranes, a través de Tiberio Nerón, que fue entonces mi hijastro". En el año 19 a. C., el rango de ex pretor, con los ornamenta praetoria, fue conferido a Tiberio, y por lo tanto, podía sentarse en el Senado, entre los ex pretores.

#### Recia, Iliria y Germania (16-7 a.C.)

##### Recia y Vindelicia
Aunque Augusto, después de la campaña en el este, había declarado oficialmente en el Senado que abandonaría la política de expansión, sabiendo que una extensión territorial excesiva habría sido letal para el imperio romano, no obstante, decidió implementar otras campañas para asegurar las fronteras. En 16 a. C., Tiberio, recién nombrado pretor, acompañó a Augusto a la Galia Comata, donde pasó los siguientes tres años, hasta 13 a. C., para ayudarlo en la organización y el gobierno de las provincias gálicas. El princeps también fue acompañado por su hijastro en una campaña punitiva a través del Rin contra las tribus de sicambrios y sus aliados, téncteros y usípetes, en el invierno de 17-16 a. C. que habían causado la derrota del procónsul Marco Lolio y la destrucción parcial de la Legio V Alaudae y la pérdida de enseñas legionarias.
En 15 a. C., Tiberio, junto con su hermano Druso, lideró una campaña contra los Reti, tribu establecida entre el Noricum y la Galia, y los vindélicos. Druso había expulsado previamente del territorio italiano a los Reti, que habían sido culpables de numerosas redadas, pero Augusto decidió enviar a Tiberio para que la situación se resolviera definitivamente. Los dos, en un intento de rodear al enemigo atacándolo en dos frentes sin dejarle rutas de escape, planearon una gran "operación de pinza" que pusieron en práctica también gracias a la ayuda de sus lugartenientes: Tiberio marchó desde Helvecia, mientras que su hermano menor lo hizo desde Aquileia y Tridentum, a lo largo de los valles del Adigio e Isarco, en la confluencia de los cuales construyeron el Pons Drusi, cerca del actual Bolzano, y finalmente ascendiendo el río Eno.
Tiberio, que avanzaba desde el oeste, derrotó a los Vindélicos cerca de Basilea y el lago Constanza; en ese lugar los dos ejércitos podrían reunirse y prepararse para invadir Baviera. La acción conjunta permitió a los dos hermanos avanzar a la fuente del Danubio, donde obtuvieron la última y definitiva victoria sobre los Vindélicos. Estos éxitos permitieron a Augusto subyugar a las poblaciones del arco alpino hasta el Danubio, y le valieron una nueva aclamación de imperium, mientras que Druso, el hijastro favorito de Augusto, para esta y otras victorias, más tarde pudo obtener un triunfo. En una montaña cerca del Principado de Mónaco, cerca del actual La Turbie, se erigió el Trofeo de Augusto, para conmemorar la pacificación de los Alpes de un extremo a otro y recordar los nombres de todas las tribus sumisas.

##### Iliria, Macedonia y Tracia
En 13 a. C., habiendo ganado la reputación de un excelente comandante, fue nombrado cónsul y fue enviado por Augusto a Iliria: el valiente Agripa, de hecho, que había luchado contra las poblaciones rebeldes de Panonia, murió apenas regresó a Italia. La noticia de la muerte del general causó una nueva ola de rebeliones entre los pueblos derrotados por Agripa, en particular dálmatas y breucos, por lo cual Augusto asignó a su hijastro la tarea de reprimirlos.
Tiberio, tras asumir el mando del ejército en 12 a. C., derrotó a las fuerzas enemigas e implementó una política de dura represión contra los vencidos; gracias a su capacidad estratégica y la astucia que demostró pudo lograr una victoria total en solo cuatro años, contando con la ayuda de expertos generales como Marco Vinicio, gobernador de Macedonia y Lucio Calpurnio Pisón. En el año 12 a. C. sometió a los Breucos, aprovechando la ayuda que le proporcionó la tribu de los Scordisci, sometida poco antes por el procónsul Marco Vinicio: privó a sus enemigos de armas y vendió a la mayoría de sus jóvenes como esclavos, después de haberlos deportado, y obtuvo los ornamenta triumphalia de Augusto. Al mismo tiempo, a lo largo del frente oriental, el gobernador de Galacia y Pamphylia Lucio Calpurnio Pisón se había visto obligado a intervenir en Tracia, ya que los habitantes del lugar, en particular los bessi, amenazaban al rey tracio Remetalce I, aliado de Roma.
El 11 a. C. vio a Tiberio enfrentarse primero contra los dálmatas, que se habían rebelado de nuevo, y poco después contra los panonios que se habían aprovechado de su ausencia para conspirar de nuevo. Por lo tanto, el joven general estaba muy comprometido en luchar simultáneamente contra varios pueblos enemigos y se vio obligado varias veces a moverse de un frente a otro. En el 10 a. C., los dacios cruzaron el Danubio y llevaron a cabo serias incursiones en los territorios de Panonia y Dalmacia. Esta última, por lo tanto, también hostigada por los impuestos que le impuso Roma, se rebeló nuevamente. Tiberio, que había ido a la Galia junto con Augusto a principios de año, se vio obligado a regresar al frente de Iliria para enfrentarlos y vencerlos una vez más. Al final del año, finalmente pudo regresar a Roma con su hermano Druso y Augusto.
Una vez que terminó la larga campaña, incluso Dalmacia, ahora incorporada definitivamente en el Estado romano e iniciada en el proceso de romanización, fue confiada como la provincia imperial al control directo de Augusto: de hecho, era necesario que un ejército fuera asignado permanentemente listo para repeler posibles ataques a lo largo de la frontera y para reprimir posibles nuevas revueltas. Augusto, sin embargo, evitó al principio formalizar la imperativa salutatio que los legionarios habían otorgado a Tiberio y se negó a rendir homenaje al hijastro en la ceremonia de triunfo, en contra de la opinión expresada por el Senado.
En cualquier caso, a Tiberio se le permitió recorrer la Vía Sacra en un carro decorado con insignias triunfales y celebrar una ovatio: fue un uso completamente nuevo que, aunque inferior a la celebración del triunfo en sí, constituyó, sin embargo, un honor notable. En el 9 a. C., Tiberio se dedicó por completo a la reorganización de la nueva provincia de Illyricum. Mientras que desde Roma, donde había celebrado su campaña victoriosa, regresó a las fronteras orientales, Tiberio fue advertido de que su hermano Druso, mientras estaba en las orillas del Elba luchando contra los pueblos germánicos, se había caído de su caballo y se había fracturado el fémur.
El incidente parecía trivial y por lo tanto fue descuidado; La condición de Druso, sin embargo, se deterioró repentinamente en septiembre. Tiberio se unió a él en Mogontiacum para brindarle consuelo, ya que había viajado más de doscientas millas en un día. Druso, ante la noticia de la llegada de su hermano, ordenó a las legiones que lo recibieran dignamente, y expiró en sus brazos más tarde. Por lo tanto, fue el mismo Tiberio quien dirigió la procesión funeraria que llevó el cuerpo de Druso a Roma, por delante de todos a pie. En Roma, pronunció una laudatio funebris para su hermano fallecido en el Foro, mientras que Augusto pronunció el suyo en el Circo Flaminio; El cuerpo de Druso fue entonces cremado en el Campus Martius y las cenizas depositadas en el Mausoleo de Augusto.

#### Germania
En los años 8 y 7 a. C., Tiberio fue enviado nuevamente a Alemania, para continuar el trabajo iniciado por su hermano Druso y luchar contra los pueblos germánicos, después de su prematura muerte. Así, cruzó el Rin y las tribus asustadas de los bárbaros, con la excepción de los sicambros, presentaron propuestas para la paz, pero, sin embargo, recibieron una clara negativa, ya que habría sido inútil concluir una paz sin la adhesión de los peligrosos sicambrios; Cuando también enviaron hombres, Tiberio los hizo masacrar y deportar. Por los resultados obtenidos en Alemania, Tiberio y Augusto nuevamente obtuvieron la aclamación como imperator y Tiberio fue designado cónsul para el 7 a. C. De este modo pudo completar el trabajo de consolidar el poder romano sobre la región mediante la construcción de numerosas fortalezas, incluidas las de Oberraden y Haltern, y así ampliar la Influencia romana hasta el río Weser.

### Retiro en Rodas

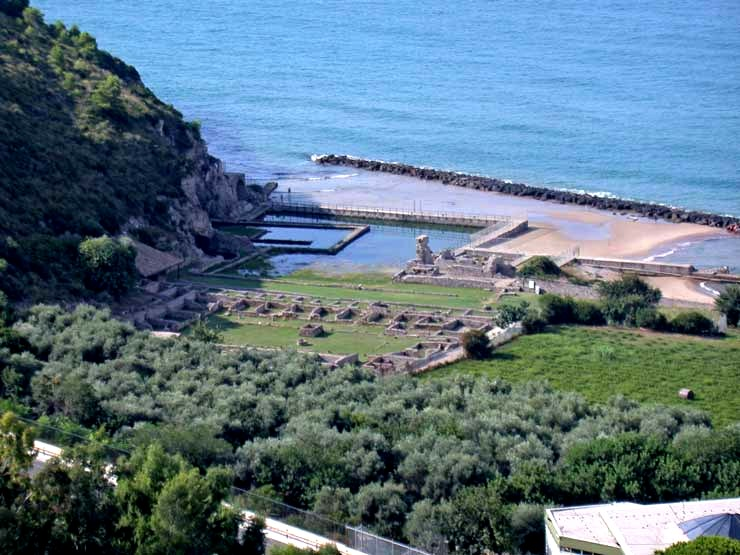
Villa de Tiberio en Sperlonga, a mitad de camino entre Roma y Nápoles.

En 6 a. C., cuando estaba a punto de asumir el mando del Este y convertirse con ello en el segundo hombre más poderoso de Roma, anunció que abandonaba la vida política y se retiró a Rodas. Los motivos de esta repentina retirada no están claros. Antiguos historiadores han especulado con la posibilidad de que Tiberio se sintiera como una solución provisional cuando Augusto adoptó a los hijos de Julia y Agripa, Cayo César y Lucio César y les favoreció a lo largo de su carrera tal como había hecho con Druso y con el propio Tiberio. El futuro emperador pudo pensar que cuando sus hijastros cumplieran la mayoría de edad le reemplazarían sin miramientos y se sintió utilizado. También pudo influir el conocido comportamiento promiscuo de su esposa. Según Tácito, fueron motivos personales los que impulsaron a Tiberio a retirarse a Rodas, donde comenzó a odiar a su esposa y a añorar a su exesposa Vipsania. Tiberio se encontraba casado con una mujer que aborrecía, que le humillaba con sus públicas escapadas nocturnas que protagonizaba, y que le había prohibido ver a la mujer que amaba.
Independientemente de los motivos de Tiberio, la retirada fue desastrosa para los planes sucesorios de Augusto. Cayo y Lucio estaban todavía en la adolescencia, y Augusto, que contaba entonces con 57 años, no tenía un sucesor inmediato. La retirada de Tiberio ponía en peligro una transferencia pacífica de poder tras la muerte de Augusto y dejaba de ser una garantía de que tras la muerte del Príncipe (princeps), el poder siguiera en manos de su familia o de los aliados de su familia.
Ciertas historias apócrifas relatan que cuando Augusto cayó gravemente enfermo, Tiberio navegó hacia Roma y desembarcó en Ostia enterándose de que Augusto había sobrevivido. Tiberio volvió a Rodas y desde allí cursó cartas al emperador solicitándole volver a Roma, cosa que Augusto le negó en diversas ocasiones.

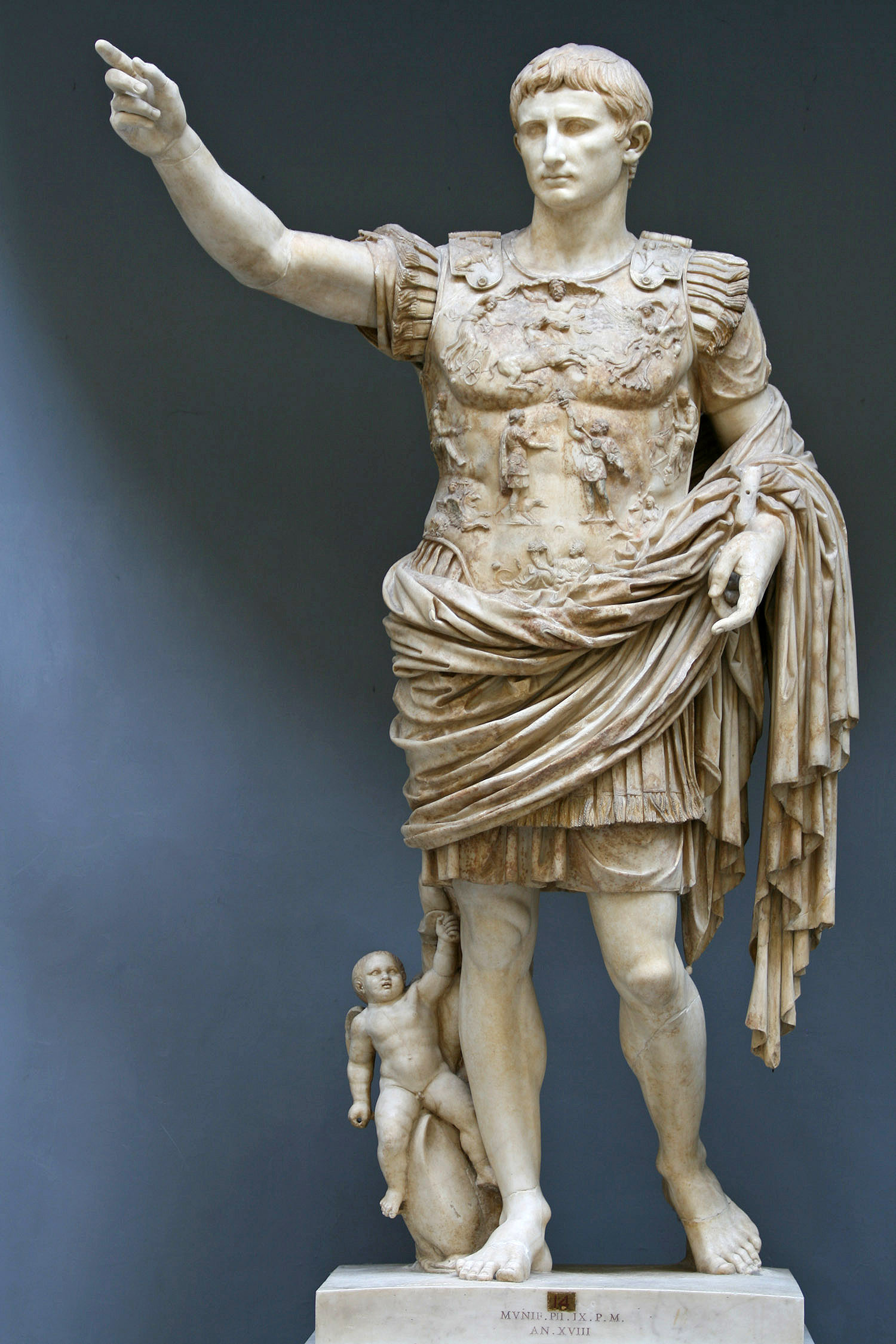
César Augusto.

### Heredero del trono
Con la retirada de Tiberio, la sucesión recaía exclusivamente en los dos jóvenes nietos de Augusto, Cayo y Lucio César. La situación se tornó de pronto más precaria con la muerte de Lucio en 2 d. C. Augusto, a petición de Livia, permitió a Tiberio regresar a Roma como ciudadano romano y nada más. En 4, Cayo murió en Armenia y a Augusto no le quedó más remedio que recurrir a Tiberio.
La muerte de Cayo en 4 dio el inicio a una frenética actividad en palacio. Tiberio fue adoptado como hijo y heredero de pleno derecho. A su vez, Tiberio se vio obligado a adoptar a su sobrino, Germánico, el hijo de su hermano Druso el Mayor y de Antonia la Menor (Antonia Minor). Tiberio recibió poderes tribunicios y asumió parte del maius imperium de Augusto, algo con lo que ni Agripa había sido recompensado. En 7, Agripa Póstumo fue repudiado por Augusto y se exilió en la isla de Pianosa, donde vivió confinado en solitario. En 13, los poderes de Tiberio se igualaron a los del propio Augusto. Tiberio se hizo co-princeps de pleno derecho, y en caso de muerte de Augusto únicamente debía sucederle con normalidad.
Augusto murió en 14, a la edad de 76 años, después de haber gobernado el imperio durante 41 años, siendo así el reinado más largo de todos los emperadores que dirigieron el Imperio Romano a lo largo de su historia. Augusto fue enterrado con todas las ceremonias establecidas de antemano y se le deificó mediante el nuevo rito de la apoteosis, que heredarán sus sucesores. Tiberio por su parte fue confirmado como único sucesor.

## Emperador

### Primera etapa

El Imperio romano bajo Tiberio (14-37).

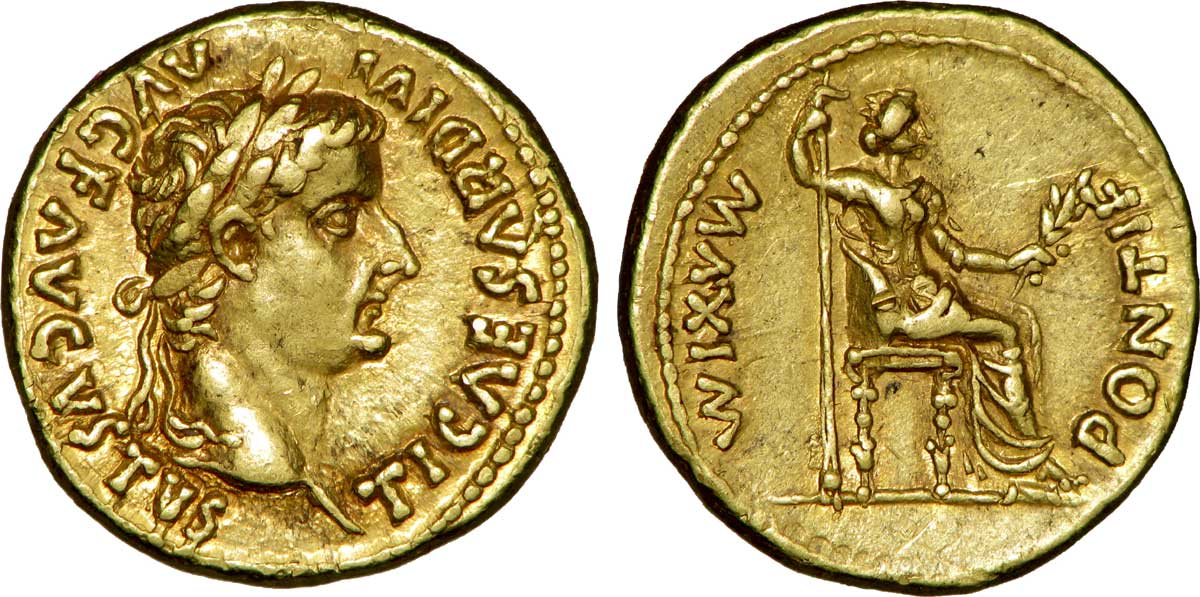
Áureo emitido bajo Tiberio.

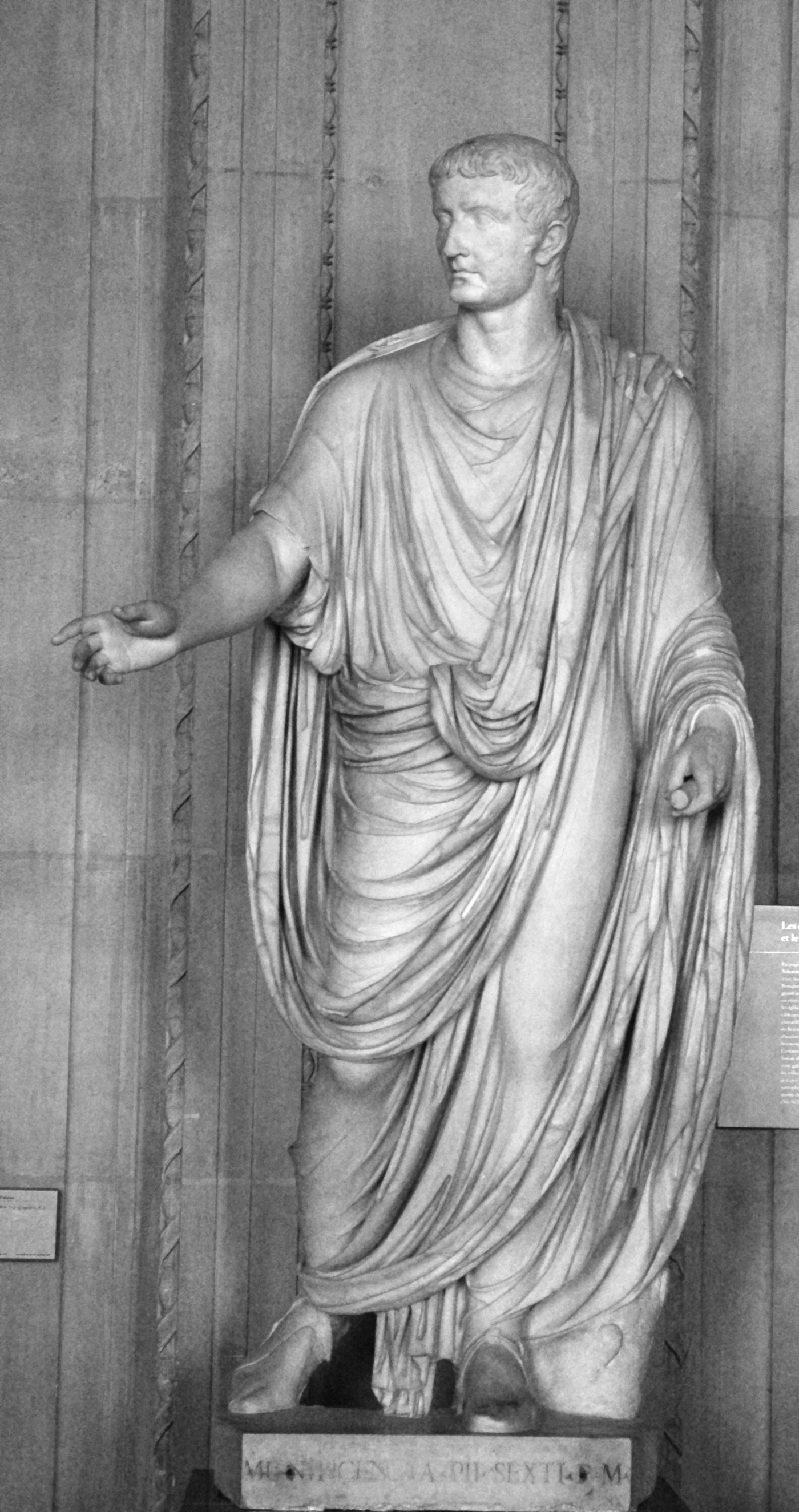
Estatua de Tiberio en Capri.

Conforme al método de Augusto y las apariencias que él había tomado al principio ante el Senado, Tiberio tuvo la precaución de evitar que lo hubiese puesto en evidencia la extensión de su poder personal. Decidió no adoptar el nombre de Imperator: solo añadió el epíteto de Augusto al nombre de Tiberio Julio César que era el suyo desde su adopción; y, en las inscripciones y las monedas el nombre de Tiberius Caesar Augustus sucedió al de Imperator Caesar Augustus. No se dejó otorgar nunca el título de padre de la patria.
Pero, detrás de esta actitud aparentemente escrupulosa, se apartaba en realidad cada vez más de las instituciones republicanas. Tiberio decidió transferir el nombramiento de los magistrados de los Comicios al Senado. Con esto los Comicios perdieron una atribución muy importante, y desapareció el sistema electoral propio de la República. Curiosamente, acabar con este derecho de la ciudadanía no le resultó difícil. En realidad, las asambleas populares hacía tiempo que estaban desacreditadas, ya que se habían mostrado caprichosas, serviles e incapaces de tomar decisiones, luego habían dejado de ser la representación del pueblo romano.
El emperador designaba candidatos para algunas de las magistraturas, y los lugares que quedaban vacantes, sin propuesta del emperador, eran designados por el Senado y se formaba una lista única. La Asamblea Popular o Comicios, que siguieron celebrándose hasta el siglo III, se limitaba a aclamar la lista única. Las leyes se promulgaron sin intervención de las Asambleas. De hecho, el pueblo solo conservaba el poder en un aspecto: su favor o su hostilidad eran determinantes para los emperadores, y se expresaban en las grandes celebraciones del circo.
Estas medidas, parecían reforzar el poder del Senado. Pero Tiberio se procuró una serie de compensaciones. La más importante fue la de aumentar el cuerpo de la guardia pretoriana de tres cohortes a nueve y la construcción de un campamento permanente para ellas llamada castra praetoria en un arrabal de la ciudad.
El Senado promulgó varias leyes, entre ellas una sobre el estatus social de las mujeres que tuvieran relaciones sexuales con esclavos, una sobre tutela, una sobre penas por deterioros en edificios públicos, normas sobre enjuiciamiento criminal, castigos de esclavos que estuvieran presentes en una casa cuando el amo fuese asesinado, y una ley de herencia de las mujeres, cuyos hijos tenían preferencia sobre sus hermanos o parientes.
El Senado adquirió una función importante respecto a las provincias: la actuación de los senadores como jurados en los casos de concusión (Repetundae), es decir de adquisiciones ilegales por parte de los gobernadores y funcionarios provinciales y, al parecer, los juicios de Repetundis fueron frecuentes. También juzgaba los delitos de traición o de lesa majestad.
Una ley, la Lex de Maiestate, promulgada el siglo anterior, regulaba las condenas por ofensas a los máximos dignatarios del Imperio, y Tiberio tuvo que usarla.
A la categoría de senadores podían acceder aquellos que poseían tierras por valor de al menos un millón de sestercios, los cuales procedían una gran parte de la clase de los caballeros. Así, la mayoría de los que tenían la categoría de senadores, aunque no todos ejercían el cargo, que era electo, constituían una casta hereditaria a la cual solo podía accederse desde otras clases por designación imperial directa o indirecta.

### Institucionalización de los cargos

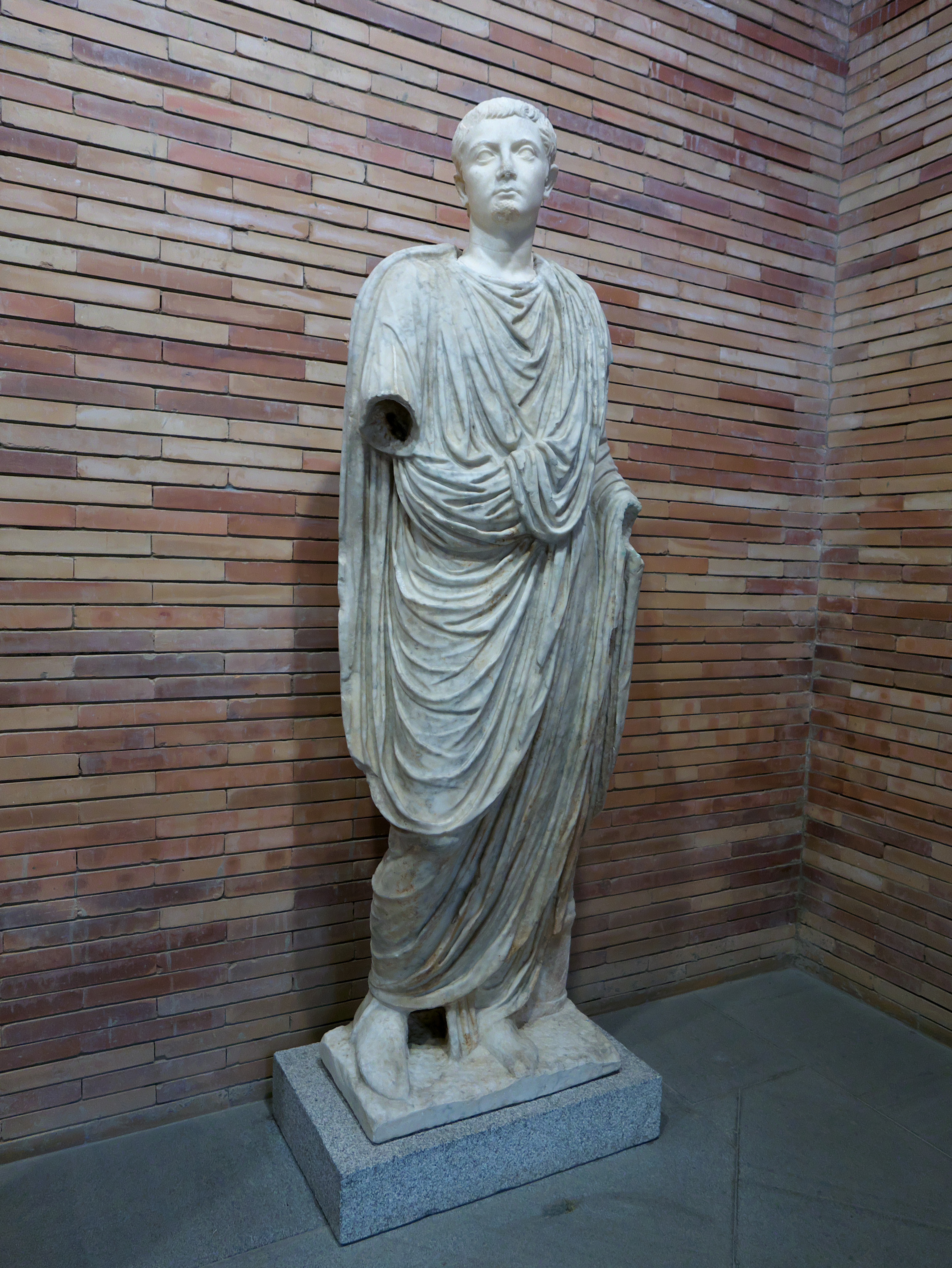
Museo Nacional de Arte Romano, Mérida (España).

Para llegar a ser senador se tenían que ejercer previamente las magistraturas siguientes:
- El vigintivirato (veinte personas cada año), al cual se accedía a partir de los dieciocho años, y que eran unos superintendentes para las rentas de las cecas (casas de moneda) y otras funciones.
- El tribunado militar.
- La cuestura (veinte cuestores anuales), a la cual se accedía a partir de los veinticinco años, y que auxiliaban a los procónsules o gobernadores provinciales en materias de finanzas.
- El tribunado de la plebe (adeuda cada año), al cual se accedía a los 27 o 28 años, con derecho de veto en ciertos asuntos públicos. Esta magistratura quedó vacía de contenido político con la consecuente pérdida de poder de las asambleas que presidía el tribuno de la plebe.
- La pretura (diez pretores anuales, aumentados después a dieciocho), a la cual se accedía a los treinta años, y que comportaba el gobierno de una provincia de segundo orden y el mando de una legión (propretores), o bien el desarrollo de una pretura especial (del Erario, etc.). Los pretores tenían funciones judiciales y designaban árbitros en causas civiles.
- El consulado (dos cónsules ordinarios y otros sustitutos), al cual se accedía a partir de los cuarenta años. Las funciones del cónsul eran presidir el Senado y las Asambleas y, en algunos casos, administrar justicia.
- Procónsules o gobernadores provinciales, que gobernaban las provincias senatoriales de primer orden, con poderes consulares (cívico-militares).

Tras ejercerse todas o parte de estas magistraturas se llegaba al rango de senador. La mayoría de los senadores eran italianos, procedentes de la clase senatorial.

### Derechos y funciones del emperador
El Imperator o Princeps disponía de todos los poderes de un tribuno (Tribunicia potestas), de los cuales tenía un procónsul en el gobierno de las provincias, poder que el Imperator podía ejercer en cualquier parte del territorio, y seguramente de los poderes de un cónsul, puesto que si lo deseaba ostentaba el cargo de Cónsul ordinarius. Era, además, Pontifex Maximus y a menudo ejercía también las funciones censoriales, aunque no ostentaba el título de censor, magistratura «resucitada» por Claudio. Se le atribuían varias calificaciones: Pater Patriae, Princeps Senatus, Imperator y Augustus.
El Imperator tenía a su servicio a los funcionarios siguientes:
- Los lictores (asistentes o escoltas).
- Los pretorianos, unidades militares reagrupadas en una unidad especial al servicio imperial, que prestaba su servicio en los cuarteles generales o Pretorios. Constituían la guardia personal del Imperator y tenían al frente el Praefectus Praetorius, en tiempos de Tiberio desempeñaba este cargo Sejano, quien fue después su ministro.

- Los Speculatores, cuerpo de caballería con funciones de escolta y mensajería, aunque más tarde, en el siglo II, las funciones de escolta pasaron a los Equites singulares Augusti, y se crearon los Frumentarii, que ejercían las funciones de mensajería y de espionaje y policía imperial.
- Los empleados, esclavos y libertos imperiales, constituidos por miles de personas diversas de estas condiciones, que realizaban las tareas domésticas y de servicio de las residencias imperiales, siendo el cargo más influyente el de Cubicularius (chambelán).

El emperador disponía de las siguientes rentas, que constituían el Fiscus:
- Las procedentes de sus propiedades personales.
- Los legados y herencias de ciudadanos, lo que primero fue una costumbre, pero que con algunos emperadores derivó hacia una obligación.
- El botín de guerra.
- El oro ofrecido por ciudades y provincias.
- Probablemente una parte de los bienes sin herederos que se compartían con el Aerarium (las finanzas públicas).

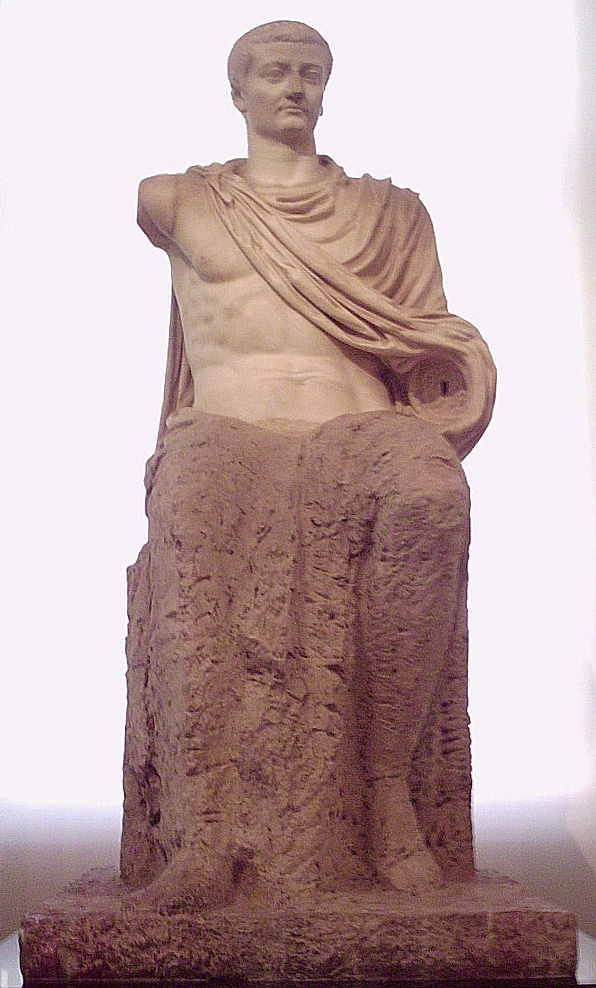
Estatua idealizada de Tiberio (Museo Arqueológico Nacional de España) encontrada en Paestum en 1860. Realizada tras su muerte para rendirle culto.

Las propiedades del emperador —tierras, palacios, villas en Italia o en las provincias y otras— parece que pasaban a su sucesor, incluso no siendo parientes. Los ciudadanos y las comunidades podían dirigirse al Imperator, le consultaban cuestiones legales y recibían respuesta.
En tiempo de Tiberio los tributos a las provincias se exigían con moderación y las leyes se aplicaban con justicia.
El emperador ejerció también como censor, y encargó la realización del censo a las provincias, instituido ya por Augusto.
Entre las leyes que aplicó, señalaremos las siguientes:
- Límite de gastos en juegos y espectáculos.
- Límite en el lujo de muebles.
- Fijación anual por parte del Senado de los artículos alimentarios.
- Orden que establecía que los ágapes tenían que ser consumidos enteros, y obligaba que la carne y otros alimentos sobrantes se consumieran en comidas posteriores porque era costumbre tirar hasta la mitad de un animal del cual ya se hubiera comido una parte.
- Prohibió la costumbre de besarse cada día.
- Prohibió demorar más allá de las calendas de enero los regalos de principio de año.
- Un consejo de familia castigaría las adúlteras que no tuvieran acusador público.
- Prohibió a los magistrados adquirir mujer por sorteo y después repudiarla.
- Prohibió los ritos egipcios y los judíos, y esta última religión penetraba entre los libertos.
- Estableció las Cohortes Pretorianas o Guardia Imperial, acantonadas hasta ese momento en varios lugares de Italia, en Roma.

### Auge y caída de Germánico
Los problemas militares, por su parte, surgieron rápidamente para Tiberio: las legiones de Panonia y Germania no habían recibido las primas que se les había prometido durante el reinado de Augusto y tras un breve periodo de tiempo en el que asumieron que no habría respuesta por parte de Tiberio, se amotinaron. Germánico y el hijo de Tiberio, Druso el Joven fueron enviados a la región a la cabeza de una fuerza con el objetivo de sofocar la rebelión y lograr que las legiones rebeldes regresaran a filas.

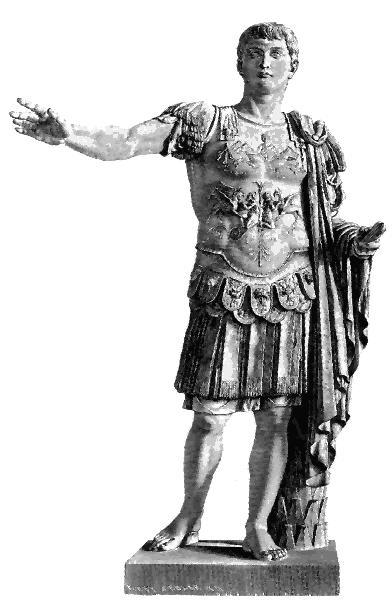
Estatua de Germánico.

 Germánico, sin embargo, reunió a los amotinados y los lideró en una breve campaña a lo largo del Rin en territorio germánico, afirmando que cualquier botín que pudieran conseguir constituiría la prometida prima. Germánico y su ejército cruzaron el Rin y ocuparon todo el territorio entre ese río y el Elba. Tácito escribe que Germánico recuperó las águilas que se habían perdido tras la ignominiosa derrota en la batalla del bosque de Teutoburgo, en la que tres legiones romanas al mando de Publio Quintilio Varo fueron aniquiladas en una emboscada germana. A pesar de la indolencia militar de Tiberio, Germánico había proporcionado un duro golpe a los enemigos de Roma en Germania, había sofocado un amotinamiento de tropas y además había traído a Roma las águilas pérdidas. Estas heroicas acciones situaron a Germánico en un lugar privilegiado en la línea sucesoria.
Tras su campaña en Germania, Germánico celebró un triunfo en Roma en 17. Este triunfo era el primero que contemplaba la ciudad de Roma desde los del emperador Augusto en 29 a. C. En 18 se concedió a Germánico las provincias orientales del Imperio, al igual que se había hecho con Agripa y con el propio Tiberio. Este nombramiento suponía que Germánico era el claro favorito para suceder a Tiberio. Germánico murió al año siguiente, probablemente envenenado por el gobernador de la provincia de Siria, Cneo Calpurnio Pisón. Los Pisones habían sido partidarios de los Claudios y se habían aliado con el joven Octavio tras su matrimonio con Livia, la madre de Tiberio; por tanto el emperador era sospechoso. En el juicio, Pisón amenazó con implicar a Tiberio, aunque no se sabe a ciencia cierta si realmente el gobernador de Siria hubiera sido capaz de implicar al emperador. Cuando se generalizó en el Senado una actitud hostil contra Pisón, este se suicidó.
Tiberio por su parte parecía estar cansado de la política. En 22 empezó a compartir poderes tribunicios con su hijo Druso el Joven y comenzó a realizar excursiones a Campania que se tornaban más largas cada año. En 23, el hijo de Tiberio murió en extrañas circunstancias y Tiberio decidió retirarse a la isla de Capri (26).

### Tiberio en Capri, Sejano en Roma

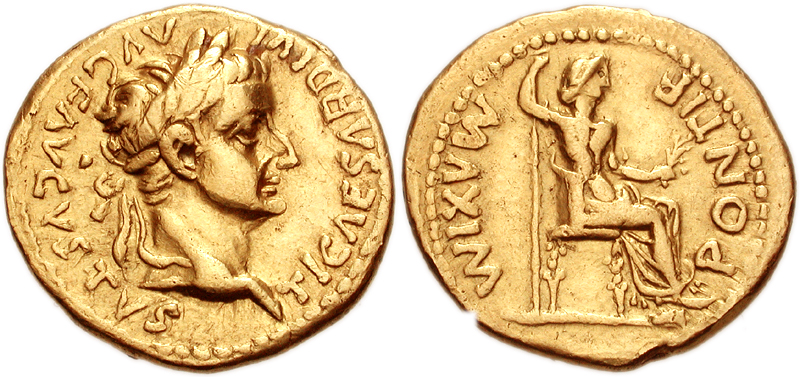
Tiberio y Livila.

Sejano había servido a la familia imperial durante más de veinte años cuando fue elegido prefecto del pretorio en 15. A medida que Tiberio iba detestando más su posición en el poder, empezó a depender en mayor medida de la Guardia Pretoriana y de su líder Sejano. En 17/18, Tiberio delegó en la Guardia Pretoriana la tarea de defender la ciudad, y los trasladó a campamentos situados en el exterior de las murallas de la ciudad, dando con ello a Sejano el mando de entre 6000 y 9000 soldados. La muerte de Druso elevó a Sejano a ojos de Tiberio que se refería a él como «mi compañero». Tiberio erigió estatuas de Sejano por toda la ciudad y fue retirándose gradualmente del poder que fue cedido a Sejano. Cuando Tiberio se retiró finalmente en 26, Sejano estaba al cargo de la administración del estado y de la capital.
La posición de Sejano no era exactamente la de un sucesor, ya que había pedido la mano de Livila, la sobrina de Tiberio en 25, y se había visto obligado a retirar la solicitud bajo presiones. Sejano y la guardia controlaban el correo imperial y por tanto estaban en posesión de toda la información que Tiberio enviaba a Roma y que Roma enviaba a Tiberio. A pesar de todo el poder acumulado, la presencia de Livia Drusila limitaba el área de acción de los pretorianos, sin embargo, su muerte en 29 cambió todo. Sejano inició una serie de juicios amañados de senadores y ricos caballeros procedentes del Ordo Equester con los que eliminaron a todos sus rivales políticos y aumentaron el tesoro público (y el suyo propio). La viuda de Germánico, Agripina la mayor y dos de sus hijos, Nerón César y Druso César fueron detenidos y exiliados en 30, muriendo posteriormente en sospechosas circunstancias.
En 31, Sejano ostentó el consulado con Tiberio in absentia, comenzando con ello a consolidar seriamente su poder. Lo que ocurrió por esta época es difícil de determinar, aunque parece ser que Sejano intentó congraciarse con las familias pertenecientes a la dinastía Julio-Claudia con vistas a poder ser adoptado en el seno de la familia Julia, ocupando con ello el puesto de regente o incluso de Princeps. Más tarde Livila se implicó en la trama al descubrirse que había sido la amante de Sejano. Parece ser que el objetivo del complot era derrocar a Tiberio y, con el apoyo de los Julios, asumir el principado ellos mismos o actuar como regentes de los jóvenes Tiberio Gemelo y Calígula. Los que se interpusieron en su camino fueron acusados de traición.

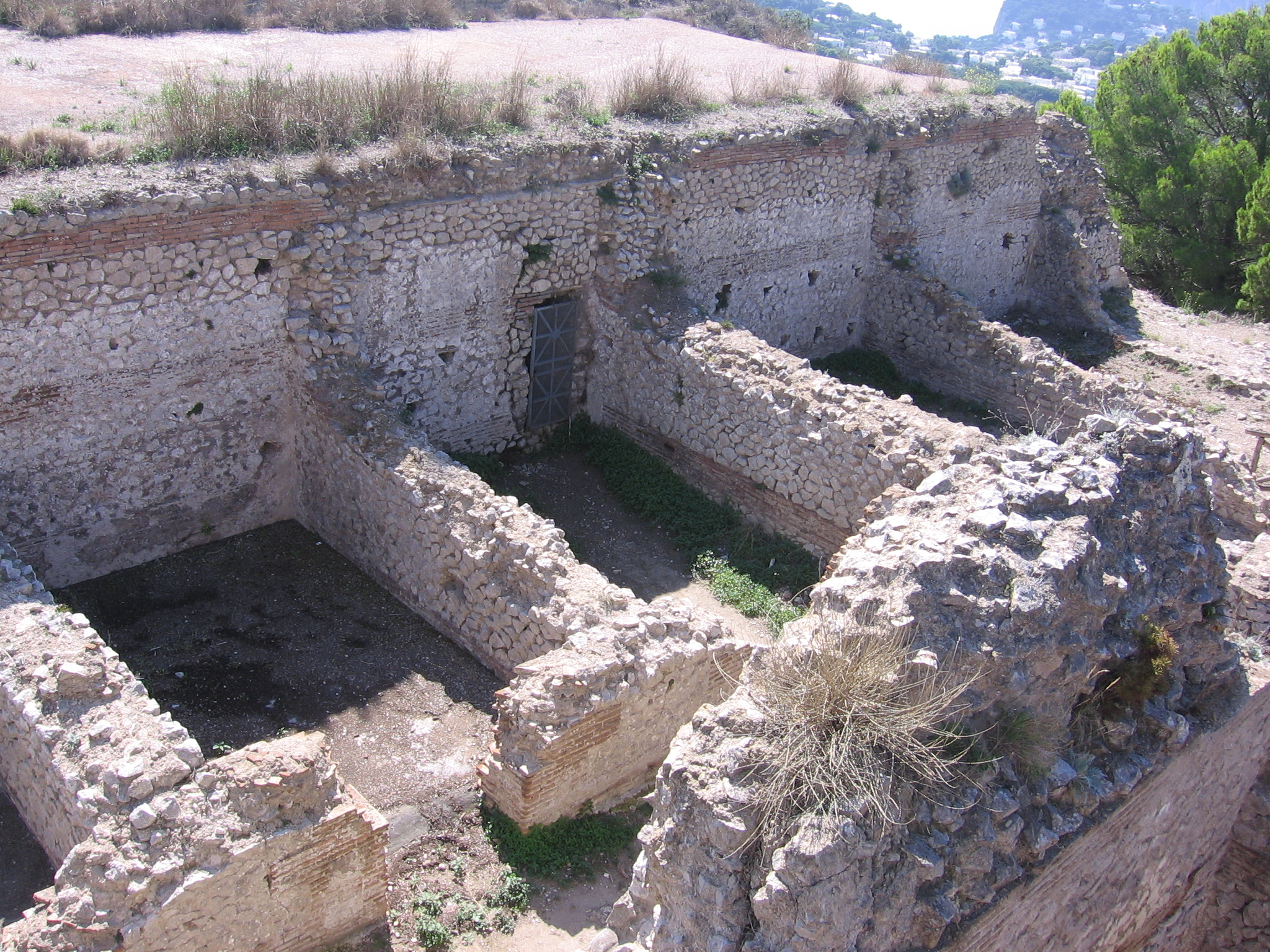
Ruinas de Villa Jovis, residencia de Tiberio en Capri.

Sin embargo, las crueles acciones de Sejano finalmente le hicieron caer: los juicios que habían incoado contra senadores y caballeros tras la retirada de Tiberio le ganaron un buen número de enemigos que no estaban dispuestos a permitirle asumir el Principado. En 31, Sejano fue convocado al Senado donde le leyeron una carta firmada por Tiberio que le acusaba de traición y le condenaba a ser ejecutado de inmediato. Sejano fue juzgado y él y varios de sus colegas fueron ejecutados esa misma semana. A su muerte fue sustituido como prefecto del Pretorio por Nevio Sutorio Macrón.
Tras la muerte de Sejano, en Roma comenzó una serie de juicios que parecía no tener final. A pesar de la apatía y de la indecisión que habían caracterizado el principio de su gobierno, al final de él Tiberio se decidió a gobernar sin reparos. Diezmó las filas del Senado. Todos los que hubieran colaborado o se hubieran relacionado con Sejano fueron juzgados y ejecutados y sus propiedades fueron confiscadas. Tácito lo describe así:

Las ejecuciones se han convertido en un estímulo para su furia, y ha condenado a muerte a todos los encarcelados acusados de colaborar con Sejano. Allí se encuentran, separados o en montones, un sinnúmero de muertos de todos los sexos y edades. No se permitió a parientes y amigos estar cerca de ellos, llorar su muerte o siquiera mirarlos. Espías establecieron rondas para anotar a los dolientes que osaban acercarse. Cuando los cadáveres estuvieron putrefactos, se los arrastró al Tíber, a cuyas aguas se los arrojó. La fuerza del terror y la crueldad extinguieron la pena.

Empezaron a surgir rumores sobre los ignominiosos actos que Tiberio protagonizaba en su lugar de retiro. Suetonio describe situaciones de total perversión sexual, donde estaban presentes el sadomasoquismo, el voyeurismo y la pedofilia. Aunque es probable que solo fuera una invención de sus enemigos en Roma, estos rumores nos dan una idea de la opinión que tuvo el pueblo romano de su Princeps durante los 23 años de reinado.

### Final

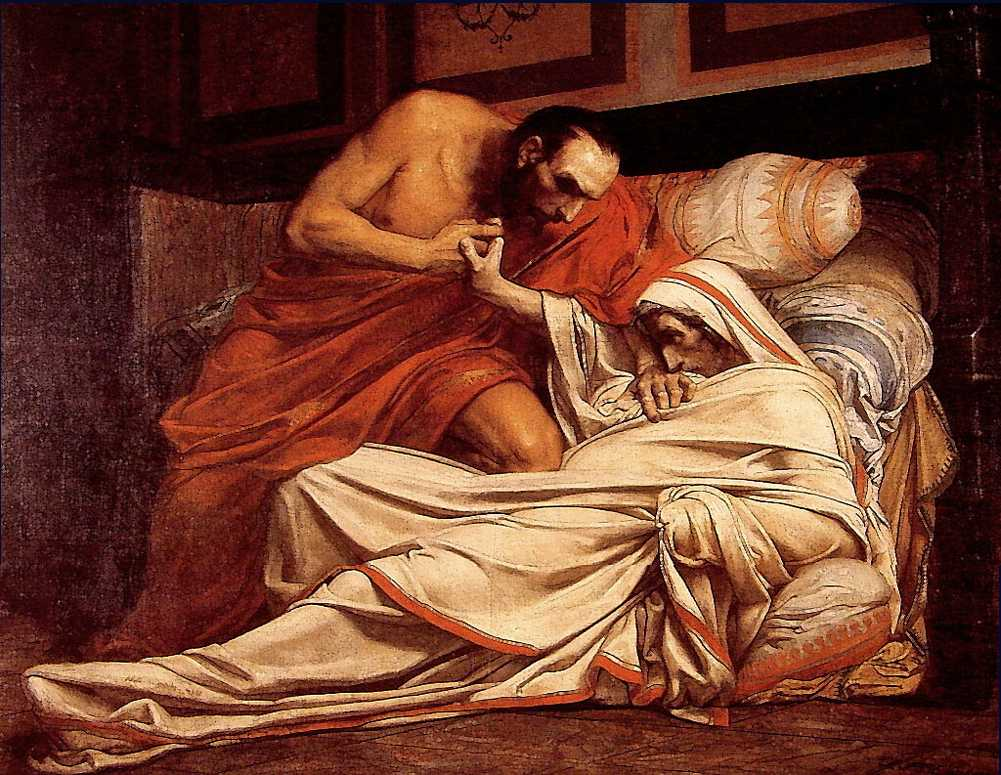
La muerte de Tiberio por Jean-Paul Laurens, describe el asesinato del emperador por órdenes de Macrón.

El asesinato de Sejano y los juicios por traición dañaron la imagen y la reputación de Tiberio. Tras la caída de Sejano, la retirada de Tiberio fue completa; el Imperio siguió funcionando gracias a la inercia burocrática establecida por Augusto, en vez de ser dirigido por el princeps. Tiberio se volvió completamente paranoico y pasó cada vez más tiempo aislado tras la muerte de su hijo. Mientras Tiberio estaba retirado, según Suetonio los partos iniciaron una breve invasión mientras las tribus dacias y las tribus germánicas del Rin realizaban incursiones en territorio romano.
Tiberio no dispuso nada para garantizar una sucesión pacífica. Tras la muerte de muchos de los Julios, de sus partidarios y de su propio hijo, los únicos candidatos serios para sucederle eran su nieto Tiberio Gemelo y el hijo de Germánico, Calígula. A pesar de todo, Tiberio siguió sin tomar ningún tipo de disposición sucesoria y solo se tienen noticias de un intento al final de su vida de nombrar a Calígula cuestor honorario.
Tiberio murió en Miseno el 16 de marzo de 37 a la edad de 77 años. Según Tácito la muerte del emperador fue recibida con entusiasmo entre el pueblo romano, solo para silenciarse repentinamente cuando tuvo noticias de su recuperación y volverse a regocijar cuando Calígula y Macrón le asesinaron. Sin embargo, los escritos de Tácito son probablemente apócrifos, ya que no son confirmados por ningún otro historiador antiguo. El relato de Tácito puede indicar el sentimiento predominante en el Senado hacia Tiberio en el momento de su muerte. En el testamento de Tiberio, el finado emperador delegaba en Calígula y en Tiberio Gemelo el reinado conjunto. Lo primero que hizo Calígula fue asumir los poderes de Tiberio y asesinar a Tiberio Gemelo.
La caída de Tiberio no se debió a su abuso de poder, sino a su negativa a usarlo. Su reinado, apático en comparación con el de su predecesor, le hizo ganarse la animadversión del pueblo. El Senado había estado funcionando bajo la dirección de Augusto durante años y, cuando Tiberio le quiso devolver su autonomía, este no supo actuar por sí solo. Tras fracasar, Tiberio pareció desinteresarse de su posición. Tiberio constituye un ejemplo de dejación del poder.

## Semblanza del César
Según las descripciones de la época, Tiberio era de gran estatura, complexión atlética, tez blanca y calvicie prematura. Tan solo le quedó cabello en la nuca, que dejó crecer, siguiendo la moda de los patricios de la época. Era zurdo, tenía los ojos de distintos colores, verde y azul, como los gatos, y aunque era miope, de noche tenía una visión de una agudeza excepcional. Su salud era excelente, y solo consta que enfermara en dos ocasiones.
Hombre tímido y reservado, la vergüenza por su calvicie le produjo un profundo efecto depresivo, hasta el punto de condenar a Lucio Cesiano por haberse burlado en público de su calva. También padeció unas terribles úlceras faciales que le afeaban el rostro y lo obligaban a tener la cara cubierta de emplastos; esta dermopatía hizo que Tiberio evitara aparecer en público.
Resentido con el mundo, tenía un carácter cínico, amargado y un humor cruel en extremo. Suetonio narra una anécdota según la cual, asustado Tiberio por un pescador de Capri que había escalado un acantilado para ofrecerle su mejor captura, le hizo frotar la cara con su pescado. En medio del suplicio, el pescador (que debía de tener un humor similar al de Tiberio) se felicitó de no haberle regalado una enorme langosta que había cogido. Tiberio mandó traerla e hizo que le restregasen también con ella la cara.

## Legado

### Historiografía

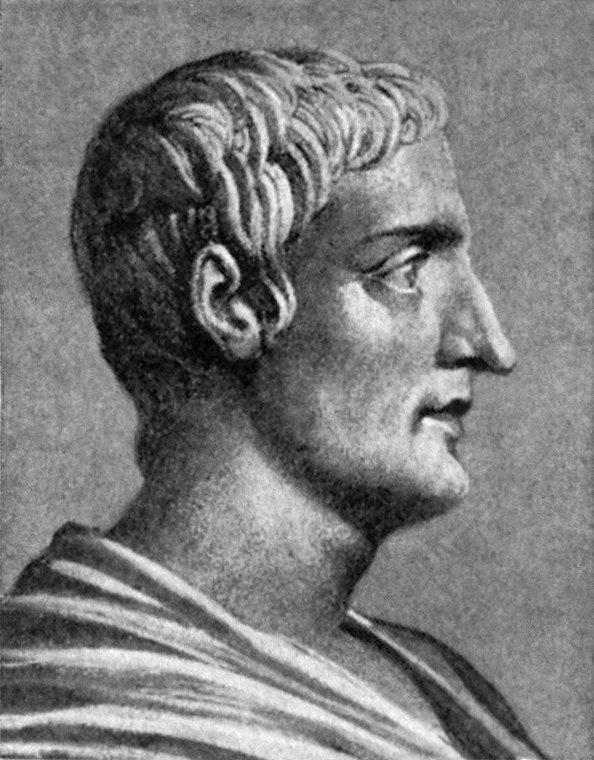
Publio Cornelio Tácito.

Tiberio, a su muerte en 37, podría haber sido recordado como un ejemplo de cómo reinar. A pesar de la general hostilidad con la que lo recuerdan los historiadores contemporáneos y posteriores, Tiberio dejó en el Tesoro unos tres mil millones de sestercios. En lugar de embarcarse en costosas campañas en el extranjero, Tiberio decidió fortalecer el Imperio mediante la construcción de defensas, el uso de la diplomacia y manteniendo una política de pasividad en las disputas de monarcas extranjeros. El resultado de la política de Tiberio fue un Imperio más fuerte y consolidado. De los autores cuyos textos sobre el emperador han sobrevivido, solo cuatro describen con todo detalle el reinado: Tácito, Suetonio, Dión Casio y Veleyo Patérculo, además de pequeños fragmentos escritos por Plinio el Viejo, Estrabón y Marco Anneo Séneca. El propio Tiberio escribió una autobiografía que Tácito describe como «breve y sucinta»; sin embargo, este trabajo se ha perdido.

#### Publio Cornelio Tácito
El informe más detallado sobre el reinado de Tiberio nos ha llegado de la mano de Publio Cornelio Tácito y sus Anales, cuyos seis primeros libros versan del tema. Tácito fue un caballero —pertenecía al ordo equester— que nació durante el reinado de Nerón en 56. Su obra está basada en su mayor parte en el acta senatus (el acta de sesión del Senado) y el acta diurna populi Romani (colección de relatos e informes de actuaciones gubernamentales y cortesanas), en la autobiografía de Tiberio y en los historiadores contemporáneos como Cluvio Rufo, Fabio Rústico y Plinio el Viejo, cuyos escritos se han perdido. La descripción del emperador realizada por Tácito es generalmente negativa y se hace más dura gradualmente a medida que su estado empeora. El historiador menciona una clara degradación del estado psicológico del emperador a partir de la muerte de su hijo en 23.
El historiador Tácito describe en líneas generales el reinado de la dinastía Julio-Claudia como injusto y cruel y las buenas acciones que sucedieron al principio de su reinado son achacadas a pura hipocresía. Tácito también recurre en el desequilibrio de poder entre los emperadores y el Senado y pone de manifiesto la corrupción y la tiranía derivadas de los gobernantes, dedicando una importante parte de su relato a los juicios y persecuciones que surgieron a raíz de la restauración de la ley de maiestas. El último alegato de su sexto libro es el mejor ejemplo de su opinión sobre el emperador:

Su carácter experimenta constantes cambios. Mientras que durante el reinado de Augusto fue un ciudadano privado que ostentó altos cargos, alcanzó su reputación un alto nivel. Pero tras la muerte de Druso y Germánico su carácter se sumió en la maldad y la desgracia. Finalmente intentó librarse del miedo y la vergüenza que sus propias inclinaciones habían estimulado.

#### Suetonio Tranquilo
Suetonio fue un caballero del ordo equester que trabajó en un puesto administrativo durante los reinados de Trajano y Adriano. Su gran obra, titulada Las vidas de los doce césares es una biografía de César y los once primeros emperadores de Roma que va desde el nacimiento de Julio César hasta la muerte de Domiciano en 96. Al igual que Tácito, Suetonio tuvo acceso a los archivos imperiales, así como a los escritos de historiadores antiguos como Aufidio Baso, Cluvio Rufo, Fabio Rústico y las mismas cartas del emperador César Augusto. La obra de Suetonio es, sin embargo, más sensacionalista y anecdótica que la de su contemporáneo, destacando las partes que relatan las supuestas depravaciones cometidas por el emperador a su retiro en Capri, y elogiando, no obstante, las acciones de Tiberio al principio de su reinado, haciendo hincapié en su modestia.

#### Veleyo Patérculo
El historiador Veleyo Patérculo constituye una de las pocas fuentes contemporáneas a Tiberio, que habla de su persona y su reinado. Patérculo sirvió bajo las órdenes de Tiberio durante ocho años en Germania y Panonia en calidad de prefecto de caballería y legado. La obra de Patérculo se extiende por el periodo comprendido entre la caída de Troya y la muerte de Livia (29), y da una opinión muy favorable del emperador y de su Prefecto del Pretorio, Sejano. Aunque no se sabe a ciencia cierta si lo tendencioso de la obra se debe a una verdadera admiración o al miedo de represalias, es importante conocer el dato de que Patérculo fue asesinado en 31 en calidad de amigo de Sejano, lo que nos puede dar la idea de que existiera una verdadera amistad entre los dos.

### Evangelios
Los evangelios mencionan que durante el reinado de Tiberio, Jesús de Nazaret fue ejecutado por órdenes del gobernador de Judea, Poncio Pilatos. En la Biblia, el nombre de Tiberio se menciona únicamente en una ocasión (Evangelio según san Lucas), en una parte en la que mencionan el ascenso de Juan el Bautista al servicio público. Aunque se cita en numerosas ocasiones el nombre de César, no se hace referencia explícita a Tiberio.

### Arqueología
El palacio de Tiberio en Roma se localizó en el monte Palatino y sus ruinas pueden visitarse hoy en día. Durante el reinado de Tiberio no se llevaron a cabo grandes obras exceptuando la construcción de un templo dedicado a Augusto y la restauración del Teatro de Pompeyo, que no se concluyó hasta el reinado del emperador Calígula.
Se han recuperado y preservado los restos de la villa de Tiberio en Sperlonga, donde se ha encontrado una gruta de cuyo interior se han recuperado diversas estatuas. El complejo de Tiberio en Capri se estima que abarcó un total de doce villas, de las cuales la famosa Villa Jovis es la más grande.
Tiberio se negó a ser adorado como un dios, tal como se había hecho con Julio César y César Augusto, y solo permitió la construcción de un templo en su honor en Esmirna.
Herodes Antipas puso el nombre de la ciudad de Tiberíades, situada en la costa occidental del mar de Galilea en honor a Tiberio.

### Ensayos
Gregorio Marañón. Tiberio: Historia de un resentimiento 1939

### Tiberio en la ficción
Tiberio ha sido representado en diversas ocasiones en la ficción, tanto en la literatura como en el cine y en la televisión.
Es el personaje principal en la novela homónima de Allan Massie y un carácter secundario en la novela Yo, Claudio, de Robert Graves. Esta última ha sido adaptada en la serie de televisión de título homónimo de la BBC, siendo interpretado por George Baker. También es un personaje secundario en la serie María Magdalena interpretado por Kepa Amuchastegui.
Tiberio aparece también en las películas Ben-Hur; interpretado por George Relph, Calígula; interpretado por Peter O'Toole, La túnica sagrada (The Robe); interpretado por Ernest Thesiger y Cíclope; interpretado por Eric Roberts.
James Mason tuvo el papel de Tiberio en la miniserie A.D. Anno Domini.

### En la cultura popular
En castellano, existe la expresión coloquial «armarse un Tiberio» o «montarse un buen Tiberio», para querer decir que hubo un gran escándalo o se formó un alboroto desenfrenado, significando con ello los peores desmanes. Esta frase hecha parece tener su origen en el desordenado y violento estilo de vida que caracterizó al emperador en sus últimos años.

## Títulos y cargos
| Emperador romano                                                                      | Emperador romano                   | Emperador romano                                                   |
| ------------------------------------------------------------------------------------- | ---------------------------------- | ------------------------------------------------------------------ |
| Predecesor Augusto                                                                    | en el periodo 14-37                | Sucesor Calígula                                                   |
| Primer consulado                                                                      |                                    |                                                                    |
| Predecesores Marco Licinio Craso Frugi Cneo Cornelio Léntulo Augur                    | con Publio Quintilio Varo 13 a. C. | Sucesores Marco Valerio Mesala Apiano Publio Sulpicio Quirinio     |
| Segundo consulado                                                                     |                                    |                                                                    |
| Predecesores Cayo Marcio Censorino Cayo Asinio Galo                                   | con Cneo Calpurnio Pisón 7 a. C.   | Sucesores Décimo Lelio Balbo Cayo Antistio Veto                    |
| Tercer consulado                                                                      |                                    |                                                                    |
| Predecesores Lucio Pomponio Flaco Cayo Celio Rufo                                     | con Germánico Julio César 18       | Sucesores Marco Junio Silano Torcuato Lucio Norbano Balbo          |
| Cuarto consulado                                                                      |                                    |                                                                    |
| Predecesores Marco Valerio Mesala Barbado Mesalino Marco Aurelio Cota Máximo Mesalino | con Druso Julio César 21           | Sucesores Décimo Haterio Agripa Cayo Sulpicio Galba                |
| Quinto consulado                                                                      |                                    |                                                                    |
| Predecesores Marco Vinicio Lucio Casio Longino                                        | con Lucio Elio Sejano 31           | Sucesores Cneo Domicio Enobarbo Lucio Arruncio Camilo Escriboniano |

- Datos: Q1407
- Multimedia: Tiberius / Q1407